# Pavle Dešpalj
Œuvres principales
- Passacaille et Fugue pour piano et cordes (1956)
- Concerto pour saxophone alto et cordes (1963)
- Concerto pour violoncelle et cordes (2000)

Pavle Dešpalj (né à Blato, sur l'île de Korčula dans l'extrême sud du pays, le 18 juin 1934 et mort à Zagreb le 16 décembre 2021) est un chef d'orchestre et un compositeur croate.

## Biographie
Pavle naît dans une famille de musiciens. Son frère Valter est violoncelliste et sœur Maja, violoniste. Sa mère est native de Korčula et Šime, son père, originaire d'Albanie, est compositeur et professeur de musique. À quatre ans sa mère lui apprend les notes au piano et l'enfant devine les notes jouées. Son père découvre que l'enfant à l'oreille absolue et lui donne les rudiments de la technique du piano et du violon. Jeune, Pavle aide son père en tant qu'accompagnateur et effectue des prestations de pianiste soliste. Il note ses premières compositions vers l'âge de six ou sept ans.
Après son diplôme obtenu à Zadar en 1952, Pavle Dešpalj et sa famille se déplacent à Zagreb. Il peut y étudier la composition à Académie de musique avec Stjepan Šulek (1914–1986), violoniste, chef d'orchestre et compositeur. Šulek a confié plus tard qu'il n'avait pas connu de plus grand talent que celui de Dešpalj. Il obtient son diplôme en 1960.
L'année suivante il effectue sa période militaire à Zadar, puis fonde les « Soirées musicales à St Donat » de Zadar et l'orchestre de chambre de Zadar dans lequel il joue au violon (1962). C'est pour cette formation qu'il compose la musique de scène pour le théâtre.
Entre 1962 et 1967, il dirige l'orchestre symphonique et l'orchestre de chambre de la radio-télévision de Zagreb et dirige en tant qu'invité le Philharmonique de Zagreb et l'orchestre de l'Opéra.
En 1966, il fonde et dirige l'Orchestre de chambre de Belgrade.
Carrière américaine
En 1967, il décide de partir pour les États-Unis – comme sa sœur qui complète ses études à Baltimore, et son frère qui termine ses études à la Juilliard School de New York, dans la classe de Leonard Rose. D'abord comme simple touriste, mais grâce à ses talents, il obtient la carte verte pour y vivre et y travailler. Il est d'abord violoniste au sein de petits orchestres de circonstance à New York, puis dans l'Orchestre symphonique d'Orlando. Deux ans plus tard, il est promu assistant du chef, et en 1970, il occupe le poste de directeur musical et chef d'orchestre de l'Orchestre symphonique et ce, jusqu'en 1981. Il assume aussi les représentations de l'Opéra. Pavle Dešpalj s'ouvre ainsi au grand répertoire, moins pratiqué par l'orchestre de la radio de son pays. En Floride, il accompagne les solistes tels Isaac Stern, Itzhak Perlman, Pinchas Zukerman ou des chanteurs comme Tim Price ou Beverly Sills. Il est citoyen d'honneur de Daytona Beach. Il a été également été invité par les orchestres de Pittsburgh, Chicago et Philadelphie, au festival d'Ambler à l'invitation de Leontyne Price.
Après 14 ans, souhaitant que ses enfants aient la culture de son pays, il retourne en Croatie. En outre, on lui offre le poste de chef principal de l'Orchestre philharmonique de Zagreb, ainsi que la direction du Festival d'été de Dubrovnik, qu'il gère de 1981 à 1983.
En 1987, il enseigne la direction d'orchestre à l'Académie de musique de Zagreb, et ce jusqu'en 1995. En 1988 il est membre de l'Académie de musique. Il est membre de jury des concours de direction d'orchestre de Zagreb, Budapest et Tokyo.
Pour une période de trois ans, il dirige au Japon, l'Orchestre philharmonique de Tokyo (1995–1998) et enseigne à l'université des arts et de la musique.
De 1998 et jusqu'en 2012, Pavle Dešpalj est le chef principal de l'Orchestre de Chambre croate et chef principal de l'Orchestre de chambre de Split (2000–2009). Il est chef invité d'autres formations croates, d'Opéra ou de Ballet.
En 2010, il est le directeur artistique et chef d'orchestre de l'ensemble Mozartina.
Dešpalj est plus connu aux États-Unis et au Japon qu'en Europe, mais il a dirigé au Luxembourg, à Toulouse, Milan, Francfort, Bratislava, Salzbourg, Budapest et Moscou. Il a également été invité par le Royal Philharmonic.
Le répertoire dédié à son pays est large, mais il promeut plus particulièrement les œuvres de son maître Stjepan Šulek.
Lorsque son activité de chef d'orchestre lui en laisse le temps, il compose, mais considère cette activité comme un passe-temps. Les pièces les plus jouées sont sa Passacaille et Fugue pour piano et cordes (1956), trois préludes chorals pour orchestre de chambre (1957), les Variations pour orchestre (1957) et trois concertos : pour violon et orchestre (1959), pour saxophone alto et cordes (1963), pour violoncelle et cordes (2000).

« Mes compositions se situent quelque part entre le néo-classicisme et le néo-romantisme. Le point entre le Groupe des Six, Chostakovitch et Prokofiev avec parfois des touches de Bartók et Stravinsky mais pas au-delà. »

— Pavle Dešpalj
Nađa, sa fille, est professeur d'anglais, alors que Simon, son fils né aux États-Unis, est accompagnateur et chef d'orchestre de l'opéra. Il enseigne à Académie de musique de Zagreb.

## Œuvres
Orchestre
- Trois préludes chorals pour orchestre de chambre, sur des chorals de Bach (1957)
- Variations pour orchestre (1957) Création à Zagreb, le 25 novembre 1957 par l'orchestre de la radio télévision sous la direction de Milan Horvat. Durée : moins de vingt minutes.

Concertantes
- Passacaille et Fugue pour piano et cordes (1956) Création à Zagreb, 21 décembre 1956 par Stjepan Jadić, l'orchestre de la radio télévision sous la direction de Antonio Janigro. Durée : moins de quinze minutes.

La pièce est constituée de dix-neuf variations.
- Concerto pour violon et orchestre (1959) Création à Zagreb, 27 janvier 1960 par Ivan Pinkava, l'orchestre de la radio télévision sous la direction du compositeur.
  1. I. Allegro
  2. II. Andante
  3. III. Allegro
- Concerto pour saxophone alto et cordes (1961– été 1963) Création à Zagreb, le 24 février 1964 par Ozren Delopo et les cordes de l'orchestre de chambre de la radio de Zagreb sous la direction du compositeur. Durée : moins de treize minutes.
  1. I. Allegro Moderato
  2. II. Andante
  3. III. Vivo
- Concerto pour violoncelle et cordes (2000) Création à Zagreb, le 17 avril 2001 par Pavle Zajcev et les Solistes de Zagreb. Durée : environ seize minutes.
  1. I. Allegro Marciale
  2. II. Adagio
  3. III. Vivace

## Discographie
Il a réalisé des enregistrements pour Croatie Records, Cantus et le label Opus de Bratislava, mais majoritairement pour la radio et la télévision croate.
Compositeur
- Passacaille et Fugue pour piano et cordes, Variations pour orchestre, Concerto pour saxophone alto, Concerto pour violon, Concerto pour violoncelle - Danijel Detori (piano), Goran Merčep (saxophone alto), Maja Dešpalj-Begovič (violon), Pavle Zajcev (violoncelle), Orchestre de la radio télévision croate, Dir. Pavle Dešpalj (2004 - 2CD Cantus 989 052 0320 2)

Interprète
- Rimski-Korsakov, Shéhérazade - Tamara Smirnova-Šajfar (violon solo), Orchestre Philharmonique de Zagreb, Dir. Pavle Dešpalj (1982 - LP Jugoton LSY-68089)
- Perles d'orchestre de l'opéra, Ouvertures et Préludes de Rossini, Verdi, Mascagni, Glinka, Tchaikovski - Orchestre Philharmonique de Zagreb, Dir. Pavle Dešpalj (septembre 1984 - LP Jugoton LSY-66220)
- Bizet, Symphonie en ut, Arlésienne, suites nos 1 et 2 - Orchestre symphonique de la radio de Bratislava, Dir. Pavle Dešpalj (1996 - CD Opus/Selected Sound Carrier AG 1930.2092-2)
- Dvořak, Sérénade pour cordes op. 22 ; Suk, Sérénade pour cordes op. 6 ; Rachmaninov, Vocalise ; Dešpalj, Čežnja [Désir] - Orchestre de chambre de Varaždin, Dir. Pavle Dešpalj (1998 - CD Radio Varaždin CDRV 0112)